# All the Lovers
"All the Lovers" é uma canção da cantora australiana Kylie Minogue, contida em seu décimo primeiro álbum de estúdio, Aphrodite, de 2010. Uma das últimas músicas a serem gravadas para o álbum, foi escrito por Jim Eliot e Mima Stilwell e produzido pela primeira. Stuart Price, o produtor executivo de Aphrodite, foi responsável pela produção e mixagem da canção adicional. Minogue escolheu a música como a primeira canção carro-chefe do disco pois sentiu que era um reflexo da euforia de Afrodite. Uma canção midtempo, disco com influências da música electropop, a letra da canção é um convite para a pista de dança, e uma afirmação de que relacionamentos passados de Minogue não se "comparam" ao que ela compartilha com seu atual namorado.
Após seu lançamento, "All the Lovers" ganhou aclamação da crítica e foi elogiado por seu refrão e produção. Muitos críticos acharam semelhante ao seu single "I Believe in You". Lançado mundialmente pela Parlophone nos formatos de CD single e download digital em 11 de junho de 2010, "All The Lovers" teve um desempenho inferior na Austrália e perdeu um pico dentro das dez melhores posições da parada de singles. No entanto, foi um sucesso comercial na Europa, alcançando esta melhor posição em vários países, incluindo Áustria, Bélgica, França, Itália, Espanha e Suíça. No Reino Unido, "All the Lovers" alcançou a terceira posição no UK Singles Chart. Nos Estados Unidos, a canção liderou na parada musical Billboard Hot Dance Club Songs. "All the Lovers" teve o certificado de prata no Reino Unido e de ouro na Austrália e Itália.
Um vídeo musical para "All the Lovers" foi filmado em Downtown Los Angeles, por Joseph Kahn, e apresenta Minogue cantando a música do alto de uma pirâmide de casais vestidos com roupas íntimas. A recepção da crítica para o vídeo foi favorável, com muitos críticos desfrutando do seu conceito e imagem. O vídeo musical foi proibido em vários países asiáticos, devido à sua natureza sexual. Para a divulgação adicional, Minogue cantou a música em vários programas de televisão, como Germany's Next Topmodel e Alan Carr: Chatty Man. A música foi incluída no setlist da turnê Aphrodite: Les Folies Tour, e foi realizada durante o encore dos shows de concerto. Uma versão orquestral da música foi destaque na lista de faixas no álbum de compilação de Kylie, The Abbey Road Sessions (2012).

## Antecedentes e lançamento
"O single foi uma das últimas faixas a serem gravadas para o álbum. Como eu estava gravando, eu sabia que "All The Lovers" tinha que ser o primeiro single; pois resume a euforia do álbum perfeitamente. Isso me dá arrepios, então eu estou realmente animada para ouvir o que todo mundo pensa da mesma."

Após sua recuperação do câncer de mama, Minogue lançou seu décimo álbum de estúdio X em 2007. Previsto para ser lançado como álbum de retorno de Minogue, X ganhou disco de platina na Austrália, seu país nativo, depois estreou no número um na parada musical Australian Albums. No Reino Unido, o álbum entrou e chegou ao número quatro no UK Albums Chart e foi certificado de platina. A recepção da crítica em relação a direção de X foi em geral favorável, mas muitos críticos sentiram que faltava introspecção do lado de Minogue. Mais tarde, os críticos argumentaram que o álbum não serviu como um retorno digno para Minogue.
Logo, Minogue começou a trabalhar em seu décimo primeiro álbum de estúdio Aphrodite. Stuart Price foi alistado como o produtor executivo do álbum. "All The Lovers" foi uma das últimas faixas a serem escritas para Aphrodite e só foi gravada durante os três últimos semanas de sessões de gravação. Foi escrito por Jim Eliot e Mima Stilwell, conhecidos coletivamente como grupo de música electropop britânica Kish Mauve. A dupla tinha colaborado anteriormente com Minogue em "2 Hearts", o primeiro single do álbum X. Eliot produziu a faixa, e Price ficou como responsável na produção adicional e mixagem. Minogue também gravou uma versão em espanhol da canção, intitulada "Los Amores".
Minogue estreou "All the Lovers" em estações de rádio do Reino Unido em 14 de maio de 2010. Foi lançado mundialmente como o primeiro single do álbum em 11 de junho de 2010 no formato de CD single. A canção também foi disponibilizada para download digital na iTunes Store no mesmo dia. No Reino Unido, a canção foi inicialmente lançada digitalmente no dia 13 de junho, e mais tarde recebeu um lançamento físico em vários formatos em 28 de junho de 2010. "Los Amores" e "Go Hard or Go Home" foram incluídas como lados B da canção.

## Composição
Musicalmente, "All The Lovers" é uma faixa influenciada pelo disco e europop. Através da letra da canção, Minogue convida seu amante para dançar com ela, começando com uma linha em que ela canta suavemente: "Dance, é tudo que eu quero fazer, então você não vai dançar? Eu estou aqui com você, por que você não se move?". Durante o refrão da música, que é acompanhado com um riff de sintetizador, Minogue afirma que seus relacionamentos anteriores não se "comparam" ao atual, cantando: "Todos os amantes que têm ido antes, eles não comparam a você / Não se assuste, apenas dar-me um pouco mais / Eles não se comparam, todos os amantes". Popjustice, um site de música do Reino Unido, opinou que a música "não é realmente sobre se relaxar enquanto você dança, trata-se de se relaxar em um relacionamento". Fraser McAlpine da BBC Chart Blog sentiu o refrão "elegíaco", e que os tons tristes "faz com que os versos se transformem em um apelo direto para a ação da pista de dança no que soa como uma exigência de que todos se juntam a Kylie para uma última dança antes que as coisas se tornem estragadas para sempre". A canção apresenta uma seção de ponte em que Minogue novamente pede para seu amante dançar com ela, após o qual uma avaria electrónica ocorre. De acordo com a partitura da canção publicada no Musicnotes.com pela Sony / ATV Music Publishing, "All The Lovers" é composto na chave de C principal e segue um midtempo de 142 batimentos por minuto. O alcance vocal de Minogue se estende a partir da chave de G3 para A4.

## Vídeo musical

### Desenvolvimento e lançamento

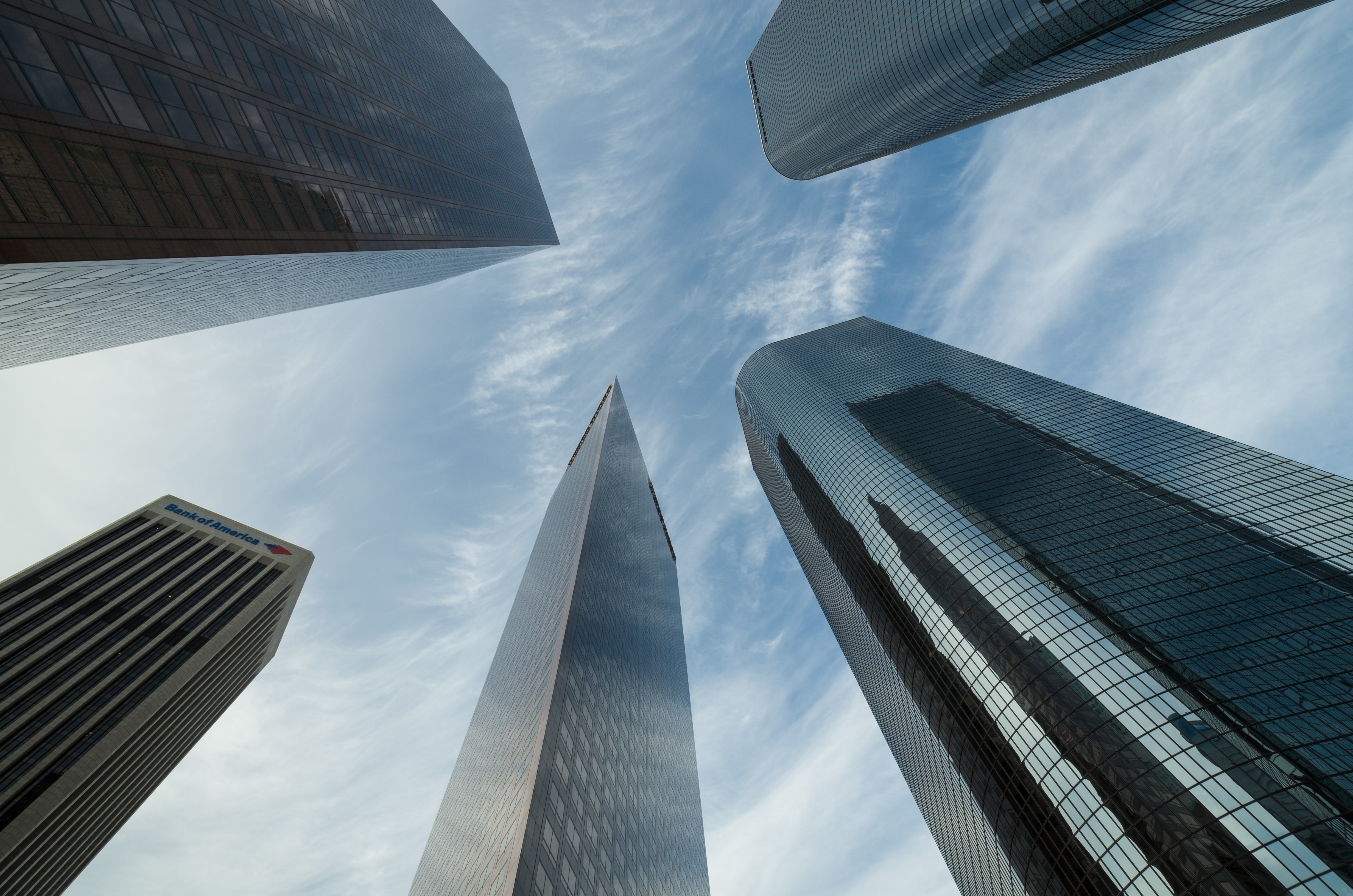
As filmagens do vídeo ocorreram em meio a arranha-céus no Downtown Los Angeles

O vídeo musical foi dirigido por Joseph Kahn, que é conhecido por ter anteriormente colaborado com a artista americana Britney Spears com os vídeos para as canções "Toxic" e "Womanizer". Ele foi filmado na Downtown Los Angeles, o distrito comercial central de Los Angeles, Califórnia, no início de maio de 2010. Com o objetivo de prestar "homenagem" ao seu grande público gay, ele foi feito para retratar cenas de beijo do mesmo sexo. O site BlackBook informou que o vídeo, que retrata um grande grupo de homens e mulheres vestidas de roupa interior, é uma re-imaginação das instalações de Spencer Tunick, um fotógrafo americano conhecido por organizar fotos nuas em grande escala. Inicialmente, duas idéias para a história surgiu, uma que foi um "pouco mais suave" e uma que era "mais ousada", e, no final, a última opção foi finalizada. Quando Kahn apresentou as filmagens do vídeo para Parlophone, uma pessoa que trabalha para a editora se recusou a liberá-lo e queria um novo para ser filmado. No entanto, com a interferência de Minogue, o vídeo foi finalmente encomendado e liberado. O teaser do vídeo foi lançado em 25 de Maio de 2010, enquanto a versão completa foi estreada cinco dias depois. Foi disponibilizado para download na loja do iTunes Store em 11 de junho de 2010. Em 2011, Kahn falou sobre trabalhar com Minogue e chamou como "um sonho de um artista" e uma "alegria a fotografia", elogiando sua capacidade de "compreender" os diretores. Ele ainda comentou que: "[O vídeo musical de "All The Lovers"] é um dos meus vídeos favoritos que eu fiz no ano passado, e um dos meus favoritos sempre realmente. A mensagem que Kylie queria dizer com este vídeo é importante, e eu tenho a sorte de ter trabalhado com ela sobre ele".

### Sinopse e análise
O vídeo começa com um close-up de vários itens, incluindo um copo de refrigerante, uma garrafa de leite, marshmallows, e as páginas de uma pasta, caindo no chão. Um código QR, que foi colocado para reproduzir a palavra "AMOR" quando digitalizada, pode ser visto impressa no vidro e no frasco, e no chão durante a cena dos marshmallows em queda. Em sua análise do vídeo, Popjustice comentou que os objetos que caem transmitem um ambiente de emoção, dizendo: "A idéia geral aqui é que algo emocionante está acontecendo e alguém está tão animado com aquela coisa excitante que eles deixaram cair sua bebida". Vários casais são mostrados removendo suas roupas e prosseguindo para beijar e acariciar o outro. Minogue, em seguida, levanta-se a partir do interior de uma "montanha de corpos contorcidos" e um bando de pombas voa em torno deles. Seu traje é composto por um sutiã preto, semelhante ao que Madonna usou no vídeo musical de "Vogue". Ela continua cantando a canção, enquanto está no topo de uma pirâmide de casais e muda a sua posição como a música se aproxima de seu segundo verso. Uma posição conversível no meio de uma estrada é mostrada lançando um monte de balões brancos a partir de seu topo. A cena muda de volta para Minogue, de onde a câmera fica para cima para revelar um grande elefante branco inflável flutuando entre dois arranha-céus. O flash mob continua crescendo em tamanho e altura da pirâmide aumenta. Minogue balança a mão acima dos participantes da multidão, enfatizando anéis e jóias desenhadas pelo joalheiro do Reino Unido Shaun Leane. Durante a seção de ponte da canção, Minogue é puxada para dentro da pirâmide e a iluminação fica esmaecida para baixo. A análise da canção coincide com cenas de um cavalo branco que galopa em uma estrada em meio a vários casais se beijando. Quando o refrão começa, Minogue novamente se levanta e fica no topo da pirâmide, que tem aumentado bastante em altura. Popjustice apontou que o incremento na altura da pirâmide é o reflexo das linhas da canção em que Minogue repete a palavra "maior". A câmera muda para uma visão distante da cena, mostrando a pirâmide entre os arranha-céus, o elefante flutuante e os balões. O vídeo termina com Minogue jogando uma pomba no ar.

Escrevendo para New York Press, o crítico de cinema e música Armond Branco analisou profundamente o vídeo musical e encontrou o flash mob, que consiste de alguns casais homossexuais, uma representação da histórica Rebelião de Stonewall, de 1969, que foi uma série de violentas manifestações espontâneas, por membros da comunidade gay contra uma invasão da polícia, que teve lugar no Stonewall Inn, no bairro de Greenwich Village, em Nova York. Ele também comparou o vídeo para dois documentários com base nos tumultos. O crítico disse que Davis e Heilbroner tinha interpretado mal as revoltas e que Kahn e Minogue tinha oferecido uma versão mais exata que foi semelhante ao conceito do filme comédia-drama histórica de 1995 baseado na revolta. Ele comentou que o flash mob que Minogue organizou "não é uma revolta, não é uma orgia" e em vez disso "um levante como as danças dos amantes acumulam e sua alegria leva-los, literalmente, mais e mais". Ele concluiu com o vídeo:
Uma reluzente fantasia de limpeza urbana paradisíaca de Kahn é um ato criativo que idealiza um fato histórico. Como Spencer Tunick, que fotografa pessoas nuas em massa, Kahn e Kylie fazem uma festa multirracial; como o crítico John Demetry aponta, restringindo aos participantes que são jovens, bonitos e com boa forma física, que é parte de sua idealização. Stonewall Uprising é uma farsa; esta é uma ressurreição de afeto. A Rainbow Pride se expressa como uma felicidade de Kylie (sic)

## Lista de faixas
| - CD single (Parlophone) 1. "All the Lovers" – 3:22 2. "Go Hard or Go Home" – 3:43 - CD single (Warner Music/WEA International) 1. "All the Lovers" – 3:22 2. "All the Lovers" (WAWA & MMB Anthem Remix) – 6:05 3. "All the Lovers" (Michael Woods Remix) – 7:55 4. "All the Lovers" (XXXChange Remix) – 4:49 5. "All the Lovers" (vídeo musical) – 3:35 | - Download digital (Parlophone) 1. "All the Lovers" – 3:20 - Download digital (EMI UK) 1. "All the Lovers" – 3:22 2. "All the Lovers" (WAWA & MMB Anthem Remix) – 6:05 3. "All the Lovers" (Michael Woods Remix) – 7:55 4. "All the Lovers" (XXXChange Remix) – 4:49 - CD single promocional 1. "All the Lovers" – 3:21 2. "All the Lovers" (versão instrumental) – 3:21 |  |

## Créditos
Créditos adaptados das liner notes da versão CD do single "All the Lovers".
- Jim Eliot – composição, produção, piano, teclado, programação de baixo e bateria
- Mima Stilwell – composição, vocal de apoio adicional
- Stuart Price – produção adicional, mixagem
- Dave Emery – assistente de mixagem

## Desempenho nas tabelas musicais

### Tabela musical
| Tabela musical (2010)                        | Melhor posição |
| -------------------------------------------- | -------------- |
| Bélgica (Ultratop 50 de Flandres)            | 10             |
| Canadá (Canadian Hot 100)                    | 72             |
| República Checa (Rádio Top 100)              | 18             |
| Dinamarca (Hitlisten)                        | 26             |
| Países Baixos (Single Top 100)               | 61             |
| Irlanda (IRMA)                               | 6              |
| Japão (Japan Hot 100)                        | 11             |
| Escócia(Official Charts Company)             | 2              |
| Coreia do Sul (International Singles - GAON) | 49             |
| Suécia (Sverigetopplistan)                   | 33             |

### Tabela musical de final-de-ano
| Tabela musical (2010)                           | Posição |
| ----------------------------------------------- | ------- |
| Austrália(ARIA Australian Artist)               | 28      |
| Áustria (Ö3 Austria Top 40)                     | 34      |
| Bélgica (Ultratop 50 Flanders)                  | 95      |
| Bélgica (Ultratop 50 Wallonia)                  | 79      |
| França (SNEP)                                   | 37      |
| Hungria (Rádiós Top 40)                         | 18      |
| Itália(FIMI)                                    | 59      |
| Espanha(PROMUSICAE)                             | 42      |
| Suíça (Schweizer Hitparade)                     | 48      |
| Reino Unido (Official Charts Company)           | 57      |
| Estados Unidos (Billboard Hot Dance Club Songs) | 1       |